# 大掃除
大掃除，廣東稱為大掃除和洗邋遢，日本稱為大清掃，是東亞過年前的一個傳統習俗，於每年農曆年底的送神日至除夕，人們會將全屋打掃乾淨，以準備迎接新一年的來臨,日本過年時間和西方一樣。年底的大掃除，是東亞的傳統習慣，有「迎新除舊」的意義，也就是說把過去一年的厄運通通掃除掉 ，可以迎接新一年的開始。正月初一開始，不許打掃，以保留「財氣」，直到正月初五的破五節。

## 傳說
年底的大掃除，中國傳說和「年獸」有關，相傳在遠古時代有一種野獸「年獸」，平時以捕捉動物為食，冬天時動物冬眠，食物短缺，尤其在過年時，「年獸」就下山吃人，老百姓被「年獸」驚擾，不得安寧，後來大家發現，這隻「年獸」有弱點，原來牠害怕的有：紅色、火光、響聲，也不喜歡清潔的環境, 因此大家就想出了對付「年獸」的辦法，於是有了放鞭炮（響聲 ），貼紅紙、點紅色燈籠（火光），大掃除（整潔）的習俗。

## 各地習俗

### 閩南漳州地區
漳州閩南人稱為「筅黗」、「清黗／囤」或「清屯」（閩南語白話字：Tshíng-thûn），時間約在農曆十二月十六尾牙後、年廿三送神前，象徵「讓神明乾淨，上返天庭」，若遲於年廿三才筅黗，則畏返天述職的灶神會向玉帝說這家人的壞話。

### 臺灣
臺灣漢人的「筅黗」約於農曆十二月廿四送神後才開始。筅黗或異做清囤、清屯（臺羅：Tshíng-thûn、客羅：Qin-tun），又稱大摒掃（臺羅：Tuā-piànn-sàu，客羅： Tai-biang-so）、清炱（臺羅：Tshing-te）、摒厝（臺羅：piànn-tshù）、筅黗掃（臺羅：Tshíng-thûn-sàu）等詞謌。臺灣民間認為家中除了奉祀的天神、地祇外，還有窗牖神、家具神等傢俱器物神。平時為避免冒犯神靈，有不得任意更動神位、神主、神像，甚至有不能移動大型傢俱的禁忌。唯有在送神後，才能對安奉神位與祖先牌位的神龕、觀音媽聯、案桌（尪架桌與八仙桌等祭桌）進行除舊布新、清潔整理。
筅黗前須先燒香祭拜家中神靈、祖先、地基主，告訴諸神「要「筅黗」，要開始打掃環境了」。如果擲筊獲神明同意便可進行。傳統習俗需請神明、祖先暫離案桌，暫置於棟樑之內，若放置棟樑之外，神明和祖先可能會跑掉。另外一大禁忌為，清理香爐時嚴禁「倒爐」。需用綁著紅線的湯匙細心舀出，再添入新香灰，臺灣俗語稱：「插香鬆，趁錢嘛輕鬆」，另可重新置入香爐五寶、鐵釘或銅錢，象徵：「添寶、添丁、添財」。

## 註腳
1. ↑  .   [2015-02-16]. （原始内容存档于2015-02-16）.
2. ↑  .   [2015-02-16]. （原始内容存档于2015-02-16）.
3. ↑  記者朱則瑋／羅東報導2014-1-24. . 自由時報.   [2015-02-16]. （原始内容存档于2014-01-24）.